# Joachim-Rønneberg-Denkmal

Joachim-Rønneberg-Denkmal, 2019

Das Joachim-Rønneberg-Denkmal ist ein Denkmal in der norwegischen Stadt Ålesund.
Es befindet sich vor dem Rathaus Ålesund auf der Nordseite der Keiser Wilhelms gate auf der Insel Nørvøy. Errichtet wurde es 2014 zu Ehren des norwegischen Widerstandskämpfers gegen die deutsche Besetzung Norwegens im Zweiten Weltkrieg, Joachim Rønneberg (1919–2018) und seiner Kameraden. Rønneberg tat sich insbesondere bei der Operation Gunnerside hervor, mit der verhindert werden sollte, dass Deutschland Zugriff auf für den Bau von Atombomben erforderliches Schweres Wasser erhält.
Die Bronzeskulptur wurde vom Bildhauer Håkon Anton Fagerås geschaffen und geht auf eine Initiative des Rotary Clubs Ålesund Ost und des Aalesunds Museum zurück und wurde unter anderen von der Sparebanken Møre finanziert, die eine Million Norwegische Kronen zahlte. Es entstand eine Rønneberg in Uniform darstellende Statue, die einen Granitstein hinaufsteigt. Auf dem Stein sind in Norwegisch und Englisch Informationen zur Operation Gunnerside und zur Operation Fieldfare sowie die Namen der daran beteiligten Personen aufgeführt. Insgesamt hat das Denkmal eine Höhe von drei Metern.
Enthüllt wurde das Denkmal vor mehreren tausend Menschen am 30. August 2014, dem 95. Geburtstag Rønnebergs, durch Joachim Rønneberg selbst, Prinzessin Astrid von Norwegen und dem Ålesunder Bürgermeister Bjørn Tømmerdal. Zuvor hielt der Bürgermeister und die Vorsitzende des für das Denkmal gebildeten Komitees Ingrebrigt Holst-Dyrnes Ansprachen. Anwesend waren darüber hinaus auch der britischen Militärattaché Matt Skuse, der französische Militärattaché Tanguy Oliveau, der norwegische Admiral Haakon Bruun-Hanssen sowie der Polizeichef von Sunnmøre, Jon Steven Hasseldal. Im Anschluss an das offizielle Programm sang der Volsdalener Kinderchor ein Geburtstagslied für Joachim Rønneberg.